# Blind Channel (гурт)
Blind Channel — фінський рок-гурт, створений у 2013 році у місті Оулу. Самі музиканти називають свій жанр «Violent Pop», який, за їхніми словами, є сумішшю елементів важкого року, репу та електронної поп-музики. З моменту існування Blind Channel випустили чотири повноформатні альбоми.
У лютому 2021 року «Blind Channel» здобули перемогу на національному відбірковому конкурсі «UMK» та офіційно стали представниками Фінляндії на «Євробаченні-2021» у Роттердамі з композицією «Dark Side», де посіли шосте місце.

## Історія гурту
Ідейним натхненником «Blind Channel» став Йоель Хокка, який ще у 2007 році, у віці чотирнадцяти років, поставив собі за мету створити гурт, у якому він міг би зайняти місце вокаліста. Першим його колективом, з якого він розпочав творчу діяльність, став металкор гурт «Scarm», у якому Йоель зайняв місце гітариста, а також відповідав за зведення музики та написання пісень. Однак Хокка більше приваблювало створення м'якшої за звучанням музики, тому він навіть будучи учасником «Scarm», спочатку почав записувати кавер-версії популярних пісень, а потім взагалі поставив за мету зібрати ще один гурт. Довгий час він залишався єдиним постійним учасником цього нового колективу — на той момент ніхто не затримувався у створеному ним гурті, аж доки у  2013 році до нього не приєднався гітарист Йоонас Порко, з яким Хокка давно суперничав у музичному плані. Обидва музиканти навчалися в одному музичному коледжі Оулу під назвою «Madetojan Musiikkilukio». Саме Порко пізніше запросив у гурт басиста Оллі Матела та барабанщика Томмі Лаллі, з якими раніше вже грав у інших рок-гуртах. Довгий час, орієнтовані на такі музичні колективи як «Linkin Park» та «Enter Shikari», вони шукали реп-вокаліста, місце якого у підсумку зайняв Ніко Моіланен, який познайомився з ними на одній із вечірок.  Пізніше саме він дав гурту назву «Blind Channel» і висунув ідею самоназви музичного жанру «Violent Pop».
Перший концерт «Blind Channel» дали вже у жовтні 2013 року у клубі міста Оулу. У той день вони мали виступати на розігріві перед естонським гуртом під назвою «Defrage», але його учасники не змогли прибути на концерт, і тоді «Blind Channel» стали хедлайнерами шоу.  Це дало гурту можливість не лише показати себе, а й помітити, що їхня музика має попит. 5 вересня того ж року гурт представив дебютний сингл «Save Me», який також супроводжувався відеокліпом. За півроку «Blind Channel» випустили максі-сингл «Antipode», реліз якого відбувся 21 березня 2013 року. Реліз складався з двох треків — «Calling Out» та «Naysayers», на перший з яких пізніше вийшов відеокліп.
У 2014 році «Blind Channel» взяли участь у «Wacken Metal Battle» — міжнародному конкурсі молодих виконавців важкої музики, що проводиться під егідою культового та найбільшого метал-фестивалю «Wacken Open Air». За підсумками цього конкурсу вони потрапили у фінал із трьома іншими гуртами, вигравши право виступати на «Wacken Open Air» у Німеччині перед більш ніж шістьма тисячами людей. Поїздка до Німеччини стала першою серйозною подорожжю для учасників гурту. На той момент вони ще не мали досвіду у виступах за кордоном, тому, щоб потрапити на фестиваль вчасно, вони завантажили обладнання в ту саму автівку, у якій знаходилися самі, і поїхали через Швецію у бік Німеччини. Поїздка зайняла чотири дні і стільки ж часу назад, а на сцені фестивалю гурт провів близько двадцяти хвилин.
Того ж року «Blind Channel» виступили на розігріві у «Enter Shikari», на яких орієнтувалися ще до створення свого гурта. Пізніше «Blind Channel» зіграли на таких великих фестивалях, як «Provinssirock», «Ilosaarirock», «Qstock» & «Nummirock». 2015 році «Blind Channel» також виграли найбільший національний музичний конкурс «Stage Haltuun», організований «YleX», найбільшою національною радіостанцією Фінляндії. Призом цього конкурсу стала можливість виступити на фестивалі «Sziget» у Будапешті. Під час цих виступів гурт представив ще один новий сингл «Unforgiving», що вийшов 12 липня 2015 року, який також був супроводжений відеокліпом. Відтоді ця пісня стала своєрідним гімном гурту та музиканти пообіцяли виконувати її на кожному своєму концерті.
29 вересня 2015 року «Blind Channel» випустили кавер-версію мега-хіта Еда Ширана «Don't». Цей реліз був відзначений не лише на батьківщині, засоби масової інформації згадували про нього і за кордоном, а сама пісня звучала на кількох радіостанціях в усьому світі.  Вже 23 червня цього ж року «Blind Channel» представили світові свій перший мініальбом «Foreshadows».
Незабаром після цього «Blind Channel» підписали контракт з фінським лейблом «Ranka Kustannus», керуючим якого є Ріку Пяяккенен (Riku Pääkkönen) — засновник «Spinefarm Records», який раніше працював з такими відомими фінськими рок-гуртами, як «Nightwish», «Children Of Bodom» і «Sonata Arctica».
У жовтні 2015 року гурт оголосив, що перебрався до студії для запису свого дебютного альбому з одним із найуспішніших продюсерів Фінляндії Йонасом Олссоном. Олссон раніше працював з такими артистами, як «Amorphis», «Poisonblack» і «Robin». У лютому 2016 року запис було завершено.  Наприкінці березня 2016 року гурт підписав контракт з міжнародним букінг-агентством «Dragon Productions», відомим у співпраці з «Sonata Arctica», «We Butter The Bread With Butter», «Finntroll» та іншими.
Наприкінці серпня 2016 року «Blind Channel» озвучили назву та трекліст свого першого повноформатного запису.  Дебютний альбом «Revolutions», що складається з 11 пісень, вийшов, як і було заявлено, 1 жовтня 2016. З нього вийшло чотири сингли — раніше представлений «Unforgiving», «Darker Than Black», «Deja Fu» і «Enemy for Me». Альбом отримав позитивні відгуки від «Soundi» (4/5 зірки) та «Kaaoszine» (9½/10).
У червні 2016 року «Blind Channel» виступили на розігріві у канадського гурту «Simple Plan», супроводжуючи їх протягом чотирьох концертів у Фінляндії та у всіх Балтійських країнах. На початку 2017 року «Blind Channel» також виступали на розігріві у шведського рок-гурта «Royal Republic», а згодом, навесні, взяли участь у фінському турі модерн-метал гурта «Amaranthe».  На початку березня цього ж року «Blind Channel» представили свою кавер-версію пісні «Can't Hold Us» — відомого хіта «Macklemore» & «Ryan Lewis».
У грудні 2017 року «Blind Channel» повідомили, що завершили запис другого студійного альбому, якому передували чотири сингли. Перший, «Alone Against All», вийшов у квітні того ж року. Другим синглом з альбому став «Sharks Love Blood», що вийшов наприкінці вересня. Незадовго до релізу альбому «Blind Channel» також випустили ще два сингли з нього — «Wolfpack» у січні та «Out of Town» наприкінці березня 2018 року. Сам альбом «Blood Brothers» вийшов у квітні 2018 року та, як і попередній, складався з 11 треків.  «Musicalypse» та «Kaaozine» обидва оцінили альбом на 9/10.  У трекліст альбому «Blood Brothers» була включена пісня «Scream», присвячена Честеру Беннінгтону, вокалісту «Linkin Park», який наклав на себе руки в липні 2017 року. «Blind Channel» пояснили цей вчинок тим, що «Linkin Park», як і «Enter Shikari», є гуртами, завдяки яким вони почали займатися творчістю. Також Ніко Моіланен та Йоель Хокка представили відеозапис із кавер-версією «Numb» — одного з головних хітів «Linkin Park».  Офіційно цей кавер гурт не випускав. На підтримку альбому «Blood Brothers» гурт організував тур по Фінляндії і дав кілька концертів за межами країни.
Після низки виступів «Blind Channel» знову повернулися до написання музики та представили сингл та відеокліп на пісню «Over My Dead Body», у листопаді 2018 року.
У лютому 2019 року гурт відвідав «Emma Gaala», фінську музичну премію, яка є аналогом «Grammy». «Blind Channel» були номіновані у категорії «Рок-гурт року» завдяки успіху альбому «Blood Brothers», але не здобули перемогу, поступившись виконавцю Ю. Карьялайнену.
У 2019 році гурт також випустив дві колаборації, перша з яких «Timebomb» вийшла у березні спільно з музичним продюсером Алексом Маттсоном, а друга, під назвою «Snake», у записі якої взяв участь Хенрік Енглунд (відомий як GG6) з гурту «Amaranthe», була представлена  у червні у супроводі відеокліпу.
Восени 2019 року «Blind Channel» заявили у своєму особистому профілі в Instagram, що новий альбом, над яким вони також працюють спільно з Йонасом Олссоном, вийде у 2020 році. 3 жовтня 2019 року гурт також взяв участь у ролі хедлайнера на фестивалі «Lost In Music» у Тампере, виступ на якому, у підсумку був єдиним заявленим осіннім концертом.
В рамках цього виступу «Blind Channel» представили відразу дві пісні з майбутнього альбому, що раніше не звучали  - треки «Gun» та «Died Enough For You».
21 листопада в інтерв'ю на радіостанції «Radio Rock» Ніко Моіланен та Йоель Хокка повідомили, що третій альбом вийде у березні 2020 року і буде включати 11 пісень, до яких увійдуть вже відомі «Over My Dead Body», «Timebomb» (Feat. Alex Mattson), «Snake» (Feat. GG6), «Died Enough For You», а також «Gun», раніше показана гуртом на виступі в рамках фестивалю «Lost in Music» в Тампере. 22 листопада 2019 року «Blind Channel» представили новий сингл «Died Enough For You».
3 січня 2020 року «Blind Channel» випустили п'ятий сингл із майбутнього третього альбому, який отримав назву «Fever».
15 січня 2020 року «Blind Channel» представили назву альбому, його обкладинку та перелік пісень. Стало відомо, що альбом вийде за підтримки лейблів «Out Of Line Music» у Німеччині та «Ranka Kustannus» у всьому світі 6 березня 2020 року. Назва альбому «Violent Pop» співзвучна із самоназваним стилем «Blind Channel». Альбом отримав безліч позитивних відгуків від музичних критиків.
На початку року гурт повідомив, що 25 квітня 2020 року у найбільшому залі «The Circus» в Гельсінкі відбудеться концерт-презентація альбому. У березні «Blind Channel» оголосили про майбутній тур спільно з шведським рок-гуртом «Smash Into Pieces», який запланований на осінь 2020 року, а також повідомили про участь на фестивалі «Qstock» 25 липня цього ж року. Трохи згодом вони підтвердили участь у популярному фінському фестивалі «Provinssi».
Плани  майбутніх виступів гурту були порушені через обмеження, введені у зв'язку з боротьбою з COVID-19, що на той час набуло масштабного поширення. У зв'язку з цими обмеженнями «Blind Channel» спочатку були змушені зменшити кількість квитків на свій найбільший концерт у Гельсінкі до 500 штук, а потім взагалі перенести місце його проведення в Гельсінській зал «Telakka» на 6 лютого 2021.
3 квітня 2020 року гурт випустив відеокліп на пісню «Died Enough For You»
22 травня 2020 року «Blind Channel» представили останній на цей момент сингл із третього альбому. Для цього релізу було обрано пісню «Gun», а в треклист також було включено офіційну акустичну версію «Died Enough For You».
30 травня 2020 року відбувся перший виступ «Blind Channel» з часу запровадження обмежень щодо організації масових заходів. Виступ пройшов у рідному місті гурту Оулу в барі «45 Special» і транслювався безкоштовно усім охочим.
3 липня цього ж року «Blind Channel» представили новий кавер, цього разу на популярну пісню «Left Outside Alone» попспівачки «Anastacia». За словами музикантів, пісня «Left Outside Alone» — це одна з їхніх спільних улюблених пісень дитинства. Вони випадково почули її знову в плей-листі «Best of 00s» і поставили за мету зробити свій унікальний кавер. Запис пісні та зйомки, які згодом були змонтовані у відеокліп, проводились у студії «Sonic Pump» у Гельсінкі.
У жовтні 2020 року «Blind Channel» оголосили про зміну складу гурту: до колективу приєднався Алекс Маттсон, який до цього вже працював з гуртом над піснею «Timebomb». Як учасник «Blind Channel» Алекс вирішив не використовувати  свій псевдонім і до складу гурту він увійшов під справжнім ім'ям Алексі Каунісвесі, займаючись семплами та перкусією.
У середині січня 2021 стало відомо, що «Blind Channel» стали одними з 7 учасників у фінському конкурсі «Uuden Musiikin Kilpailu» (UMK), переможець якого представлятиме країну на «Євробачення-2021». «Blind Channel» оголосили, що виступатимуть на конкурсі з новою піснею «Dark Side» 21 січня цього року.
21 січня 2021 року «Blind Channel» представили сингл та відео на пісню «Dark Side».
Пісня за першу ж добу вирвалася в лідери, отримавши найбільше схвалення, як від слухачів у Фінляндії, так і за кордоном, за що «Blind Channel» назвали «темною конячкою» серед решти конкурсантів.
20 лютого відбувся фінал конкурсу «UMK», на якому Фінляндія обрала свого представника на цьогорічному Євробаченні. «Blind Channel» здобули перемогу, набравши 551 бал (з яких 72 їм було надано міжнародним голосуванням суддів). Таким чином, стало відомо, що «Blind Channel» представлятимуть Фінляндію на «Євробачення» у Роттердамі у травні цього року. На початку березня сингл «Dark Side» отримав золотий статус. Через два місяці, 2 травня, сингл також став платиновим на території Фінляндії.
19 травня, за день до виступу у другому півфіналі «Євробачення», «Blind Channel» повідомили про те, що підписали міжнародний контракт із лейблами «Century Media Records» та «Sony Music». За підсумками другого півфіналу «Євробачення», що відбувся 20 травня, «Blind Channel» увійшли до десятки країн, що пройшли у фінал. Також увечері цього ж дня стало відомим, що у фіналі вони виступатимуть під номером 16. У фіналі «Євробачення» Фінляндія посіла 6 місце, набравши в загальній сумі 301 бал.
Влітку 2021 року «Blind Channel» вдалося організувати кілька виступів у Фінляндії в рамках туру, що отримав назву «Live On The Dark Side». З урахуванням дотримання усіх необхідних санітарних обмежень, гурт зміг виступити лише на відкритих майданчиках фестивалів батьківщини та не отримав можливості виїхати за кордон У липні стало відомо про знімання відеокліпу для нового синглу, а вже на початку серпня гурт повідомив, що трек отримав назву «Balboa» на честь кіногероя Роккі Бальбоа, роль якого була виконана в низці фільмів Сільвестром Сталлоне. Офіційний реліз синглу відбувся 13 серпня і того ж дня був супроводжений відеокліпом, знімання якого відбувалося у Таллінні.
На початку листопада 2021 року «Blind Channel» розпочали просування нового синглу, опублікувавши на своєму каналі тизер під назвою «National Heroes». Пізніше стало відомо, що він визначає тематику майбутнього релізу. Сам сингл, що має назву «We Are No Saints» вийшов 12 листопада. У своєму інтерв'ю «Blind Channel» заявили, що після успішної участі у «Євробаченні» багато хто намагався зробити їх тими, ким вони, насправді, не являються: найкращими зразками для наслідування, національними героями. Вони ж, у свою чергу, прагнули зберегти можливість як творчої, так і особистісної свободи та висловити свою позицію щодо цього. Того ж дня вийшло музичне відео на цей трек, знімання якого проходили влітку того ж року у Фінляндії за участю фінської знімальної команди.
Наприкінці січня 2022 року Blind Channel оголосили про те, що їхній четвертий альбом, який отримав назву «Lifestyles of the Sick & Dangerous», вийде 8 липня 2022 року. У лютому стало відомо, що Blind Channel виступлять на фінському відбірковому конкурсі UMK, щоб презентувати нову пісню.

## Музичний вплив
Сама назва музичного стилю «Violent Pop» була придумана Ніко Моіланеном, так само як і назва гурту та його логотип. За словами учасників гурту, «Violent Pop» є жанровим об'єднанням багатьох музичних стилів, починаючи від дійсно важкої музики до мелодійних легких пісень. Протягом усієї творчої діяльності «Blind Channel» комбінують різні музичні складові, пояснюючи це тим, що вони як творці стилю «Violent Pop» самі можуть вибирати його звучання.
На творчість «Blind Channel» насамперед вплинули такі колективи, як «Enter Shikari», «30 Seconds to Mars» та «Linkin Park». Так само, як і в «Linkin Park», у «Blind Channel» є два вокалісти, один з яких виконує реп-партії.
Керуючий лейблом «Ranka Kustannus» і засновник студії «Spinefarm Records» Ріку Пяяккенен в одному зі своїх інтерв'ю помітив, що у Фінляндії багато перспективних рок-гурт, і «Blind Channel» стоять на передовій позиції, повертаючи рок-музику до провідного напрямку.

## Учасники
- Йоель Хокка / Joel Hokka (нар. 5 жовтня 1993) —вокал, гітара (колишній учасник, вийшов з гурту 26.04.25)
- Ніко «NC Enroe» Моіланен / Niko Moilanen (нар. 17 січня 1995) — реп-вокал
- Йоонас Порко / Joonas Porko (нар. 5 жовтня 1994) — гітара, бек-вокал
- Оллі Матела / Olli Matela (нар. 8 листопада 1996) — бас-гітара
- Томмі Лаллі / Tommi Lalli (нар. 23 червня 1996) — ударні
- Алексі Каунісвесі або Алекс Маттсон / Aleksi Kaunisvesi or Alex Mattson (нар. 1 листопада 1997) — семпли, перкуссія.

## Дискографія

### Студійні альбоми
| Назва                              | Деталі |
| ---------------------------------- | --- |
| Revolutions                        | - Вийшов: 29 вересня 2016 р. - Лейбл: Ранка Кустаннус - Формат: цифрове завантаження, потокове передавання         |
| Blood Brothers                     | - Вийшов: 20 квітня 2018 р. - Лейбл: Ранка Кустаннус - Формат: цифрове завантаження, потокове передавання          |
| Violent Pop                        | - Вийшов: 6 березня 2020 р. - Лейбл: Ранка Кустаннус - Формат: цифрове завантаження, потокове передавання          |
| Lifestyles of the Sick & Dangerous | - Заплановано: 8 липня 2022 р. - Лейбл: Century Media Records - Формат: цифрове завантаження, потокове передавання |

### Мініальбом
- Foreshadows (23.06.2015)

### Сингли
- Save Me (05.09.2013)
- Antipode (21.03.2014)
- Unforgiving (12.06.2015)
- Don't (29.09.2015)
- Darker Than Black (19.02.2016)
- Deja Fu (22.06.2016)
- Enemy for Me (16.09.2016)
- Can't Hold Us (03.03.2017)
- Alone Against All (07.04.2017)
- Sharks Love Blood (29.09.2017)
- Wolfpack (19.01.2018)
- Out of Town (29.03.2018)
- Over My Dead Body (16.11.2018)
- Timebomb (feat. Alex Mattson) (15.03.2019)
- Snake (Feat. GG6) (07.06.2019)
- Died Enough For You (22.11.2019)
- Fever (03.01.2020)
- Gun (22.05.2020)
- Left Outside Alone (03.07.2020)
- Dark Side (21.01.2021)
- Balboa (13.08.2021)
- We Are No Saints (12.11.21)

## Відеокліпи
- Save Me[53] (2013)
- Calling Out (2014)
- Unforgiving[54] (2015)
- Darker Than Black[55] (2016)
- Deja Fu[56] (2016)
- Can't Hold Us (2017)
- Alone Against All[57] (2018)
- Out of Town (2018)
- Sharks Love Blood[58] (2018)
- My Heart Is A Hurricane[59] (2018)
- Over My Dead Body[60] (2018)
- Snake (Feat. GG6)[61] (2019)
- Died Enough For You[62] (2020)
- Left Outside Alone[63](2020)
- Dark Side[64] (2021)
- Balboa[65](2021)
- We Are No Saints[46] (2021)